# Raksta
Raksta è un'area urbana della Svezia situata nel comune di Tyresö, contea di Stoccolma.
La popolazione risultante dal censimento 2010 era di 746 abitanti .